# パーシングスクエア駅
パーシングスクエア駅(Pershing Square)は、アメリカ合衆国カリフォルニア州ロサンゼルス郡にあるロサンゼルス郡都市圏交通局B線、ロサンゼルス郡都市圏交通局D線の駅である。

## 利用可能な鉄道路線
ロサンゼルス郡都市圏交通局
■B線
■D線

## 駅構造
島式ホーム1面2線で、B線・D線で共有している。

## 駅周辺
- グランドセントラルマーケット
- リチャードJ.リオーダン中央図書館
- ライブラリタワー
- ヒルトンチェッカーズホテル
- オムニロサンゼルスホテル

## 歴史
- 1993年1月30日 - B線、D線開業

## 隣の駅
ロサンゼルス郡都市圏交通局
■B線、■D線
7th ストリート/メトロセンター駅 - パーシングスクエア駅 - シビックセンター駅